# Трансаравійський нафтогін

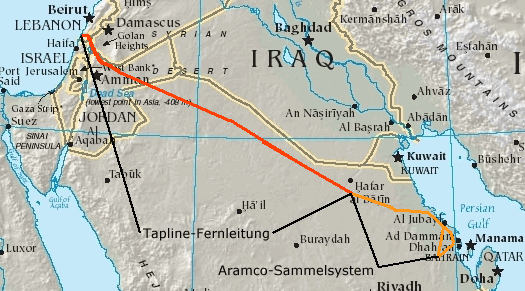
Трансаравійський нафтогін

Трансаравійський нафтогін (також відомий під назвою «Таплайн» - англ. Tapline, скор. від Trans-Arabian Pipeline) — неробочий на початок XXI сторіччя нафтопровід, який пролягав від Аль-Кайсума у Саудівській Аравії до Сидону в Лівані. Він служив важливою частиною світової нафтової торгівлі, американської та внутрішньо-близькосхідної політики у період свого існування, а також сприяв економічному розвитку Лівану.

## Історія
Будівництво Трансаравійського нафтогону розпочалося в 1947 році і велося, в основному, під керівництвом американською компанією Bechtel. Спочатку він мав закінчуватися у Хайфі яка перебувала тоді під британським мандатом в Палестині, але через створення держави Ізраїль, був обраний альтернативний маршрут через Сирію (Голанські висоти) до Лівану з портовим терміналом у Сидоні. Перекачування нафти по трубопроводу розпочалося в 1950 році.
З 1967 року в результаті Шестиденної війни, частина трубопроводу, яка проходила через Голанські висоти перейшла під ізраїльський контроль, але ізраїльтяни не перекрили трубопровід. Після декількох років постійних диспутів між Саудівською Аравією, Сирією і Ліваном про транзитні збори, появи нафтових супертанкерів , і аварій на нафтопроводі, частина лінії на північ від Йорданії припинила функціонувати в 1976 році. Частина, що залишилася нафтопроводу між Саудівською Аравією і Йорданією продовжувала транспортувати невеликі обсяги нафти аж до 1990 року, коли Саудівська Аравія припинила поставки у відповідь на нейтралітет Йорданії під час першої війни в Перській затоці. На початок XXI сторіччя, вся лінія непридатна для транспортування нафти.

## Особивості будівництва
Через важкі умови клімату Аравійського півострова на трасі нафтогону були пробурені 52 водні свердловини . При його будівництві вперше був проведений виборчий рентгенографічний контроль зварних швів.

## Технічні характеристики
Нафтогін був завдовжки 1214 км (754 миль) і діаметр труби 30 дюймів (760 мм). Коли він тільки був побудований, це був найдовший нафтогін у світі. Його первісна пропускна здатність була 300 000 барелів/добу (48 000 м³/добу), з додаванням ще декількох насосних станцій вона підвищилася до близько 500 000 барелів/добу (79 000 м³/добу). Хоча нафтогін вважався найсучаснішим на час своєї побудови, якби він був задіяний на початок XXI сторіччя, він вважався б застарілим - більшість сучасних магістральних трубопроводів, побудованих на початку другої половини XX століття, мають діаметр 42 або 48 дюймів і, отже, в стані транспортувати значно більше сирої нафти на день, ніж Tapline в період свого розквіту. Нафту у нафтогін закачували з родовища Абкайк.
Коридор Tapline залишився потенційним експортним шляхом для експорту нафти з Перської затоки в Європу та США  Принаймні одна оцінка показала, що транспортні витрати на експорт нафти з допомогою Tapline через Хайфу в Європу будуть коштувати на 40% менше, ніж доставка танкерами через Суецький канал. На початку 2005 року, відновлення Tapline вартістю від 100 до 300 мільйонів доларів США було одним із стратегічних варіантів розглядалися йорданським урядом для задоволення потреби у нафті.

## Компанії що контролювали нафтогін
Нафтогін був побудований і управлявся Trans-Arabian Pipeline Company. Вона, в свою чергу, була заснована як спільне підприємство компаній Standard Oil штату Нью-Джерсі (нині ExxonMobil), Standard Oil штату Каліфорнія (нині Chevron), The Texas Company (більш відомий як «Texaco», на початок XXI сторіччя частина компанії «Chevron»), і Socony-Vacuum Oil Company (нині ExxonMobil), проте, в результаті стала дочірньою компанією Saudi Aramco. Дочірня компанія продовжувала обслуговувати нафтогін без перекачування нафти до 2002 року.